# Ющишин Вадим Євгенович
Вадим Євгенович Ющишин (нар. 23 листопада 1999) — український футболіст, воротар гравець футбольного клубу «Ворскла».

## Життєпис
Вихованець львівських «Карпат», у футболці яких виступав у ДЮФЛУ. Напередодні старту сезону 2016/17 років переведений до юнацької команди «зелено-білих», а вже починаючи з наступного сезону грав вже в карпатівській «молодіжці», кольори якої захищав протягом двох сезонів.
Напередодні старту сезону 2019/20 років перебрався в «Верес». Відіграв у команді два сезони, разом з командою виграв спочатку групу A Другої ліги, а потім — і Першу лігу України. Проте в чемпіонатах України не зіграв жодного матчу. Дебютував у футболці рівненського клубу 8 вересня 2020 року в переможному (5:0) виїзному поєдинку кубку України проти черкаського «Дніпра». Вадим вийшов на поле на 62-й хвилині, замінивши Богдана Когута. Цей матч так і залишився єдиним для Ющишина у складі «Вереса».
Наприкінці липня 2021 року відправився в оренду до «Ужгорода». У футболці «городян» дебютував 1 серпня 2021 року в програному (1:3) виїзному поєдинку 1-го туру Першої ліги України проти харківського «Металіста». Вадим вийшов на поле в стартовому складі та відіграв увесь матч. Загалом зіграв за ужгородську команду 5 матчів, в яких пропустив 12 м'ячів.
У серпні 2022 року повернувся до Рівного, де був дублером Богдана Когута. 22 квітня 2023-го у матчі  «Вереса» з «Минаєм» (1:1) дебютував в еліті українського футболу. 20 червня цього ж року пролонгував контракт із рівнянами ще на один рік. 
20 лютого «Верес» повідомив, що гравець залишає клуб, та переходить в футбольний клуб «Ворскла», контракт 25-річного воротаря розраховано на півтора року.